# Robin Bacul
Robin Bacul (ur. 6 sierpnia 1979 w Ostrawie) – czeski hokeista.
Jego brat Lukas (ur. 1988) także został hokeistą.

## Kariera klubowa
- Slavia Praga (1996–1997)
- Chicoutimi Saguenéens (1997–1998)
- Slavia Praga (1997–1999)
- HC Mělník (1999–2000)
- Slavia Praga (2000)
- HC Havířov (2000–2001)
- Berounští Medvědi (2001)
- KLH Chomutov (2001)
- Havířov Panthers (2001–2002)
- Energie Karlovy Vary (2002–2004)
- HC Czeskie Budziejowice (2004)
- HC Bobři Valašské Meziříčí (2004)
- GKS Tychy (2004–2005)
- HC Vsetín (2005)
- GKS Tychy (2005–2010)
- Zagłębie Sosnowiec (2010)
- HC Bobři Valašské Meziříčí (2011–2012)

## Sukcesy
Indywidualne
- Mistrzostwa Europy juniorów do lat 18 w hokeju na lodzie 1997:
  - Drugie miejsce w klasyfikacji strzelców turnieju: 5 goli
  - Trzecie miejsce w klasyfikacji kanadyjskiej turnieju: 7 punktów[2]